# Le Travet
Le Travet est une ancienne commune française située dans le département du Tarn, en région Occitanie.

## Géographie

### Localisation
Commune du Massif central située entre Albi et Castres, sur le Lézert.

### Communes limitrophes
| Terre-Clapier (Terre-de-Bancalié)                | Teillet   |          |
| Roumégoux (Terre-de-Bancalié) par un quadripoint | du Travet | Mont-Roc |
| Saint-Antonin-de-Lacalm (Terre-de-Bancalié)      | Arifat    |          |

## Histoire
Le 1er janvier 2019, la commune fusionne avec Roumégoux, Ronel, Saint-Antonin-de-Lacalm, Saint-Lieux-Lafenasse et Terre-Clapier pour former la commune nouvelle de Terre-de-Bancalié dont la création est actée par un arrêté préfectoral du 29 novembre 2018.

## Politique et administration
| Période                                  | Période  | Identité          | Étiquette | Qualité |
| ---------------------------------------- | -------- | ----------------- | --------- | ------- |
| janvier 2019                             | En cours | Bernard Trouilhet |           |         |
| Les données manquantes sont à compléter. |          |                   |           |         |

| Période                                  | Période       | Identité          | Étiquette | Qualité |
| ---------------------------------------- | ------------- | ----------------- | --------- | ------- |
| mars 1977                                | 2014          | Pierre Payrastre  |           |         |
| 2014                                     | décembre 2018 | Bernard Trouilhet |           |         |
| Les données manquantes sont à compléter. |               |                   |           |         |

## Démographie
| 1793 | 1800 | 1806 | 1821 | 1831 | 1836 | 1841 | 1846 | 1851 |
| ---- | ---- | ---- | ---- | ---- | ---- | ---- | ---- | ---- |
| 252  | 243  | 281  | 308  | 317  | 313  | 339  | 345  | 333  |

| 1856 | 1861 | 1866 | 1872 | 1876 | 1881 | 1886 | 1891 | 1896 |
| ---- | ---- | ---- | ---- | ---- | ---- | ---- | ---- | ---- |
| 305  | 278  | 261  | 271  | 280  | 274  | 272  | 256  | 238  |

| 1901 | 1906 | 1911 | 1921 | 1926 | 1931 | 1936 | 1946 | 1954 |
| ---- | ---- | ---- | ---- | ---- | ---- | ---- | ---- | ---- |
| 229  | 243  | 222  | 227  | 222  | 215  | 214  | 184  | 176  |

| 1962 | 1968 | 1975 | 1982 | 1990 | 1999 | 2004 | 2006 | 2009 |
| ---- | ---- | ---- | ---- | ---- | ---- | ---- | ---- | ---- |
| 173  | 153  | 163  | 153  | 139  | 137  | 133  | 133  | 130  |

| 2014 | 2016 | - | - | - | - | - | - | - |
| ---- | ---- | - | - | - | - | - | - | - |
| 126  | 122  | - | - | - | - | - | - | - |

## Culture locale et patrimoine

### Lieux et monuments
- L'église paroissiale Saint-Étienne
- Ruines du château de Razisse
- Château seigneurial / maison des licontes De Cornélian (rue de la Micalié)
- Sépulture de Agathe de Cornélian, licontes du Travet